# Strada Șelimbăr
Strada Șelimbăr este situată în centrul istoric al municipiului București, în sectorul 3.  

## Descriere
Strada este orientată de la nord spre sud și se desfășoară pe o lungime de 80 de metri între străzile Colței și Băniei.

## Legături externe
- Strada Șelimbăr pe hartă, www.openstreetmap.org
- Strada Șelimbăr pe Flickr.com